# Darryl Neighbour
Darryl Neighbour (ur. 21 lipca 1948 w Beaver Lodge) – kanadyjski niepełnosprawny curler, mistrz paraolimpijski z Vancouver 2010.
Neighbour w curling gra od 2002. W mistrzostwach świata brał udział czterokrotnie, pierwszy raz w 2008. Zagrywał ostatnie kamienie w ekipie Gerry'ego Austgardena. Kanadyjczycy uplasowali się na 4. miejscu przegrywając wcześniej trzy mecze w fazie finałowej. W MŚ 2009 zespół z Kolumbii Brytyjskiej w półfinale pokonał 10:4 Niemców (Jens Jäger). W finale wynikiem 9:2 triumfował nad Szwedami (Jalle Jungnell).
Kanada była gospodarzem Zimowych Igrzysk Paraolimpijskich 2010, które miały miejsce w Vancouver. Darryl Neighbour został wybrany do reprezentacji. Kanadyjczycy w Round Robin wygrali siedem meczów z dziewięciu i wygrali tę część rywalizacji. Szwecję (Jalle Jungnell) w meczu półfinałowym ekipa Klonowego Liścia pokonała 10:5. Gospodarze obronili w finale tytuły mistrzów paraolimpijskich z Turynu, 8:7 zwyciężyli nad Koreą Południową (Kim Hak-sung).
W Mistrzostwach Świata 2011 kanadyjski zespół był niepokonany, wygrał 11 meczów, w tym 7:3 spotkanie finałowe przeciwko Szkocji (Aileen Neilson). Rok później Darryl został kapitanem zespołu, który nie prezentował już tak dobrej formy i uplasował się na 7. miejscu.

## Drużyna
|           | Czwarty/-a       | Trzeci/-a        | Drugi/-a     | Otwierający/-a  |
| --------- | ---------------- | ---------------- | ------------ | --------------- |
| 2011/2012 | Darryl Neighbour | Ina Forrest      | Jack Smart   | Sonja Gaudet    |
| 2009/2011 | Jim Armstrong    | Darryl Neighbour | Ina Forrest  | Sonja Gaudet    |
| 2008/2009 | Jim Armstrong    | Darryl Neighbour | Ina Forrest  | Chris Sobkowicz |
| 2007/2008 | Darryl Neighbour | Gerry Austgarden | Ina Forrest  | Sonja Gaudet    |
| 2005/2006 | Jim Shannon      | Darryl Neighbour | Lou Gibson   | Ina Forrest     |
| 2004/2005 | Jim Shannon      | Darryl Neighbour | Gary Cormack | Wayne Phillips  |

## Życie prywatne
Na wózku porusza się od upadku z dachu, który miał miejsce w 2000. Pochodzi z bardzo licznej rodziny, ma siedem sióstr i sześciu braci.